# Верб'ятин

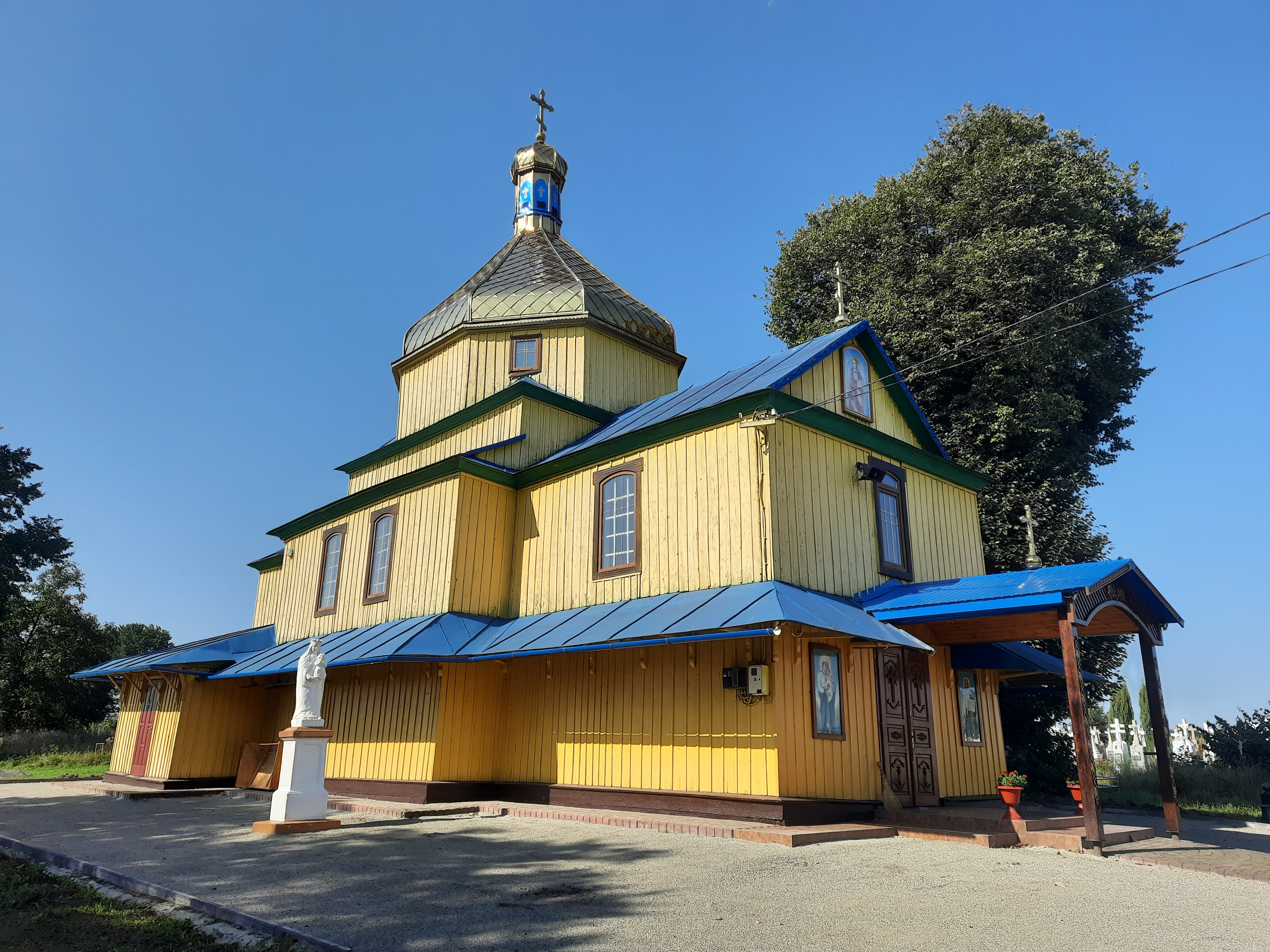
Церква Чуда Святого Михаїла в Хонах 1893р

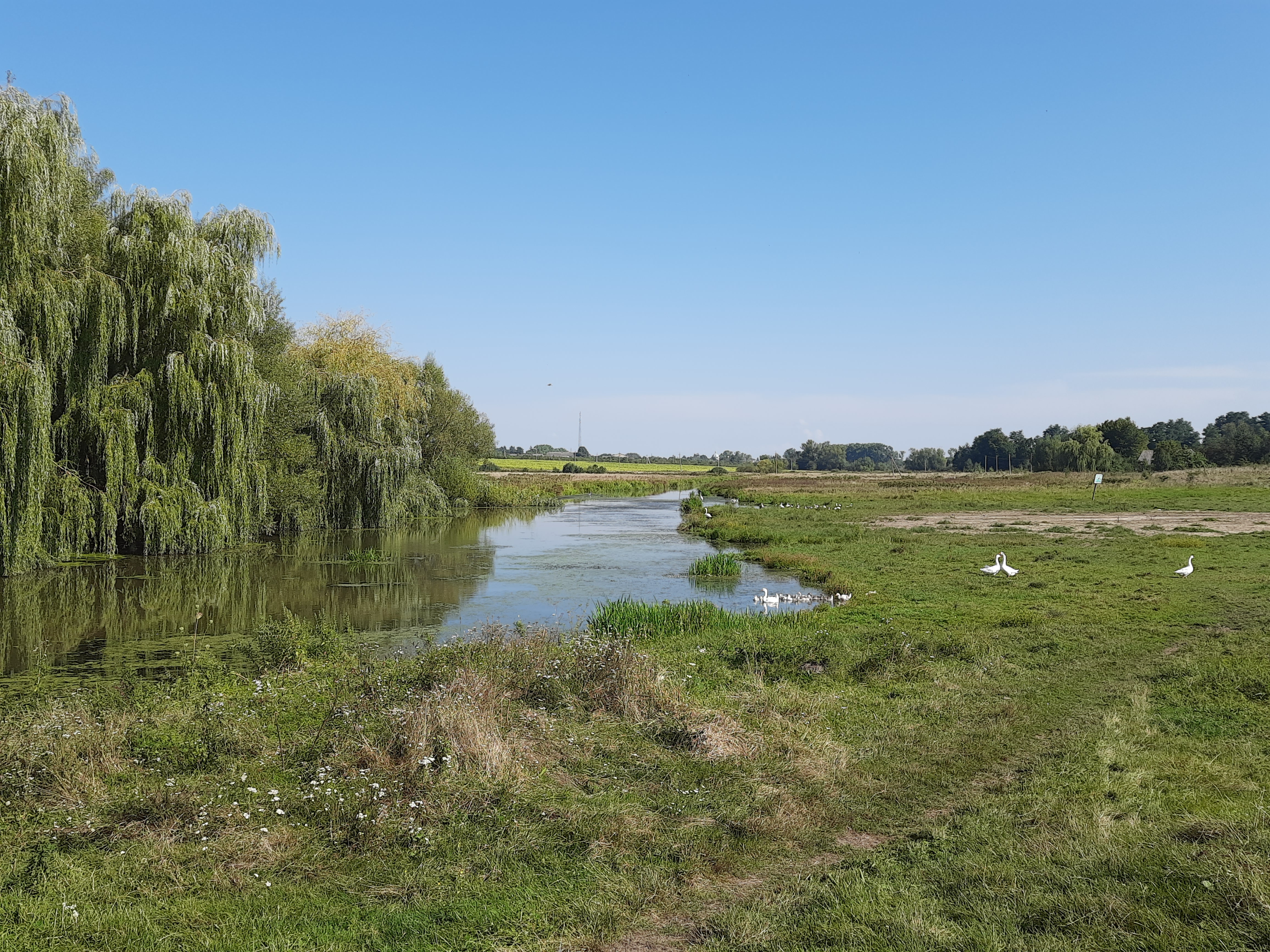
Річка Бариш біля села

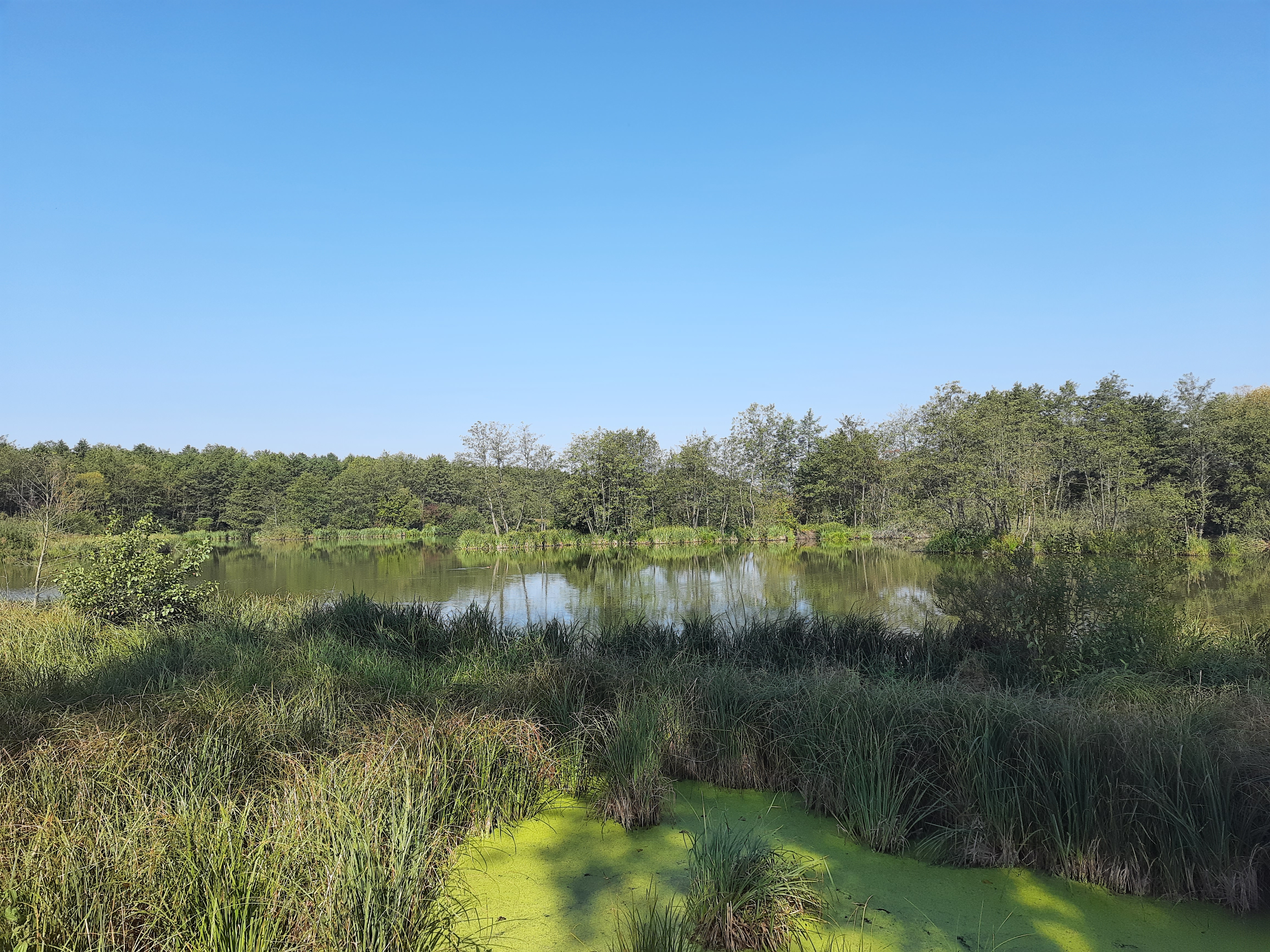
«Шпакове вікно» — гідрологічна пам'ятка природи місцевого значення.

Верб'я́тин — село в Україні, у Бучацькій міській громаді Чортківського району Тернопільської області.
Підпорядковувалося колишній Озерянській сільській раді. До села приєднано хутори За шляхом і Підгорби.

## Назва
Назва села пов'язана, найімовірніше, з деревом верба.

## Географія
Розташоване за 9 км від центру громади і найближчої залізничної станції Бучач. За 1,5 км від села пролягає автошлях Тернопіль–Івано-Франківськ.
Територія — 0,82 км² Дворів — 96.

### Хутори
- За шляхом — хутір, приєднаний до села Верб'ятин, розташований за 1 км від нього. В адміністративно-територіальному поділі не зафіксований. Відомий від 1930-х років. Назва — від місця розташування: «за шляхом (дорогою)». У лютому 1952 році на хуторі — 3 будинки, у яких проживало 6 осіб, згодом мешканців хутора переселено у села Верб'ятин. Нині незаселений.
- Підгорби — хутір, приєднаний до села Верб'ятин, розташований за 2 км від нього. В адміністративно-облікових даних не зафіксований. Назва — від місця розташування «під горбом (горою)». У березні 1949 році на хуторі в 6-ти будинках проживало 33 особи, у лютому 1952 році — 6 будинків (23 особи), згодом частину мешканців переселено у село Верб'ятин. У 2011 році на хуторі — 4 двори, у яких проживають 6 осіб. Зберігся придорожній хрест.

## Історія
Село відоме від 1692 року.

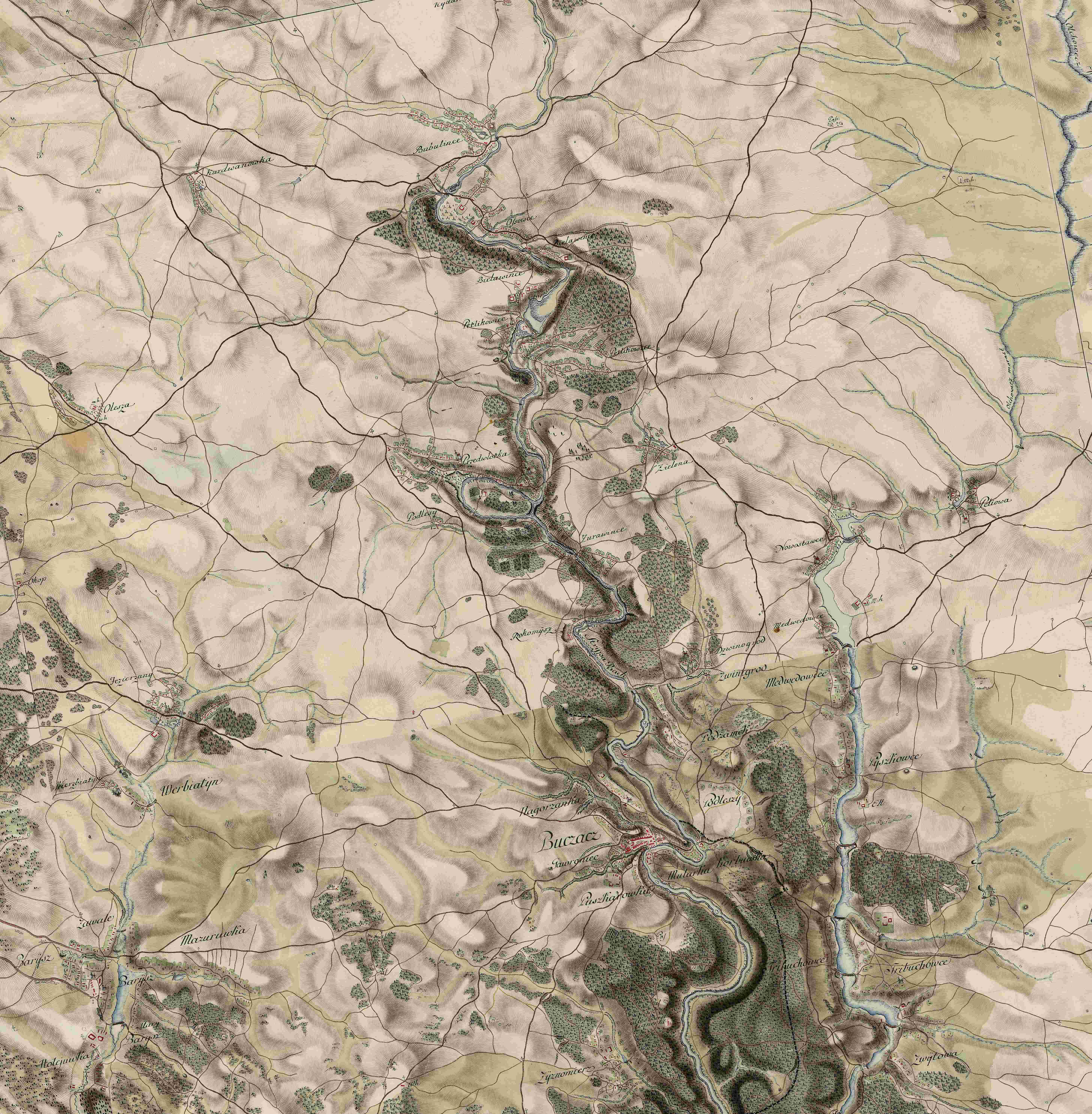
Верб'ятин на мапі фон Міґа, XVIII ст.

У 1880 році проживало: 348 українців, 40 поляків, 15 євреїв.
В 1832 році належало до парохії села Озеряни.
У 1882-1884 роках поблизу села будується залізнична лінія Станіславів-Гусятин. Зруйнована відступаючими німецькими військами у 1944 році.
1915 році проживав 521 мешканець, землі було — 392 морги.
1921 році у Верб'ятині — 199 будинків, 1931 році — 117 (697 осіб).
У 1939 році проживало: 560 українців, 170 поляків.
В УСС та в УГА воювали: Л. Андрусишин, О. Ботюк, В. і М. Гузани, М. Круподра, В. Пукало, І. Рачковський, П. Татарин, М. Шпак Т. Шушкевич (офіцер) та інші.
Від 7 липня 1941 до 22 липня 1944 років село — під нацистською окупацією. Під час німецько-радянської війни в Червоній армії загинув В. Гузан, пропав безвісти С. Куподра.
В ОУН і УПА загинули районний провідник СБ ОУН у Монастириському районі В. Бойчук і М. Гузан.
21 листопада 1944 році більшовики вивезли із села 6 родин. Усього репресовано, а згодом реабілітовано 14 осіб.
21 липня 1941 році в м. Умань без суду розстріляний член ОУН Василь Харевич (1912 р. н.).
12 червня 2020 року, відповідно до розпорядження Кабінету Міністрів України № 724-р «Про визначення адміністративних центрів та затвердження територій територіальних громад Тернопільської області» увійшло до складу Бучацької міської громади.
19 липня 2020 року, в результаті адміністративно-територіальної реформи та ліквідації Бучацького району, увійшло до складу новоутвореного Чортківського району.
З 11 грудня 2020 р. належить до Бучацької міської громади.

## Населення

### Мова
Розподіл населення за рідною мовою за даними перепису 2001 року:
| Мова       | Кількість | Відсоток |
| ---------- | --------- | -------- |
| українська | 366       | 100%     |

## Політика

### Парламентські вибори, 2019
На позачергових парламентських виборах 2019 року у селі функціонувала окрема виборча дільниця № 610171, розташована у приміщенні клубу.
Результати
- зареєстрований 241 виборець, явка 60,17%, найбільше голосів віддано за «Слугу народу» — 30,34%, за «Європейську Солідарність» — 14,48%, за Всеукраїнське об'єднання «Свобода» — 13,79%.[7] В одномандатному окрузі найбільше голосів отримав Микола Люшняк (самовисування) — 46,85%, за Ігоря Сопеля (Слуга народу) — 22,38%, за Степана Брацюня (Конгрес українських націоналістів) — 12,59%[8].

## Економіка
Земельні паї орендують ТзОВ «Бучачагрохлібпром» і ПП «Золотопотіцьке».

## Населення
| Чисельність населення, чол. | Чисельність населення, чол. | Чисельність населення, чол. | Чисельність населення, чол. | Чисельність населення, чол. | Чисельність населення, чол. | Чисельність населення, чол. | Чисельність населення, чол. | Чисельність населення, чол. | Чисельність населення, чол. | Чисельність населення, чол. | Чисельність населення, чол. | Чисельність населення, чол. | Чисельність населення, чол. | Чисельність населення, чол. | Чисельність населення, чол. |
| 1785                        | 1900                        | 1915                        | 1921                        | 1931                        | 1938                        | 1959                        | 1970                        | 1979                        | 1989                        | 2001                        | 2005                        | 2007                        | 2013                        | 2014                        | 2015                        |
| --------------------------- | --------------------------- | --------------------------- | --------------------------- | --------------------------- | --------------------------- | --------------------------- | --------------------------- | --------------------------- | --------------------------- | --------------------------- | --------------------------- | --------------------------- | --------------------------- | --------------------------- | --------------------------- |
|                             |                             | 521                         |                             | 697                         |                             |                             |                             |                             |                             |                             | 355                         |                             |                             | 332                         |                             |

## Соціальна сфера
1884 року по північній околиці села прокладено залізницю зі Станиславова (нині Івано-Франківськ) до Чорткова.
Протягом 1880—1895 років діяла громадська каса.
Діяли філії товариств «Просвіта» (від 1901), «Сокіл» (заснована 1904), «Луг», кооператива, аматорський гурток, оркестр.
Наприкінці 1920-х років у селі була проведена протиалкогольна акція.
У 1941 році збудовано клуб.
1950 році місцевий колгосп приєднано до колгоспу села Озеряни, а в 1990-х роках майно і землі розпайовані.
Нині працюють клуб, бібліотека, фельдшерський пункт, торговий заклад.

## Освіта
Від 1907 року в селі працює початкова школа. У 1946 році діяла початкова школа, де навчалося 59 учнів.
Нині діє Верб'ятинська загальноосвітня школа І ступеня.

## Релігія
- церква чуда святого Архистратига Михаїла в Хонах (1893; дерев'яна; ПЦУ),
- «фігура» Матері Божої (2007).

## Пам'ятки
- «Шпакове вікно» — гідрологічна пам'ятка природи місцевого значення.

Також неподалік села є шість карстових джерел.

## Відомі люди
- Володимир Бойчук (1925—1949) — учасник національно-визвольних змагань, член ОУН;
- о. Роман Гузан (1910—1992) — греко-католицький священик, педагог, в'язень ГУЛАГу.
- Яків-Яким Гузан (р. н. невідомий) — меценат у Канаді, жертводавець на виданий у діаспорі історично-мемуарний збірник «Бучач і Бучаччина» (1972);
- Богдан Футей — суддя Федерального Суду США (1987), правник, політичний і громадський діяч, доктор права, професор (1968).[12]